# Chiesa di San Matteo (Tortona)
La chiesa di San Matteo è una chiesa di Tortona.

## Storia
La chiesa di San Matteo viene citata in una bolla papale di papa Innocenzo II del 1134 come appartenente ai Canonici regolari di Santa Croce di Mortara. Nel 1449 passò ai Canonici Regolari lateranensi e nel 1670 vi si stabilirono i Domenicani seguiti infine dai Crociferi. L'edificio attuale è frutto della ricostruzione operata dai Domenicani alla fine del XVII secolo e di un intervento del 1961.

## Descrizione
All'interno si trova la tavola trecentesca Madonna col Bambino di Barnaba da Modena e un crocifisso ligneo medioevale.
La canonica comprende una costruzione a pianta quadrata (8.90 x 8.70 m) di calcestruzzo, databile al I secolo a.C., tradizionalmente indicata come mausoleo dell'imperatore romano Maggioriano che venne assassinato a Tortona nel 461 dal generale Ricimero.